# Мері Сью
Мері Сью (англ. Mary Sue) — архетип персонажа, який часто є необґрунтовано компетентним у всіх галузях, обдарований унікальними талантами чи здібностями, якого любить або поважає більшість інших персонажів, позбавлений слабкостей, надзвичайно привабливий та позбавлений значущих недоліків характеру.
Термін часто використовується для обох статей, однак персонажа чоловічої статі з подібними рисами також можна назвати Марті Стю (англ. Marty Stu) та Гері Стю (англ. Gary Stu).

## Походження
Термін «Мері Сью» походить від оповідання «A Trekkie's Tale» Паули Сміт, пародії на фанатські твори «Зоряного шляху», опублікованого в журналі «Menagerie № 2» у 1973 році. У сюжеті зображена лейтенант Мері Сью («наймолодший лейтенант у флоті, їй лише п'ятнадцять з половиною років»), а також сатиризовані ідеалістичні жіночі персонажі, широко поширені у фанатській творчості по Зоряному шляху. Вона рятує життя всіх трьох і зрештою гине за трагічних обставин.